# Shizuka Minamoto
Shizuka Minamoto (源静香?, Minamoto Shizuka, chiamata Susy nella prima edizione italiana) è un personaggio del manga e anime Doraemon ed è la protagonista femminile della serie.

## Biografia del personaggio
Shizuka è una bambina dolce, di buon cuore e responsabile. 
I suoi passatempi preferiti sono fare il bagno, attività da lei considerata rilassante, cucinare torte e biscotti per i suoi amici (specie per Nobita, che ne è golosissimo) e suonare il pianoforte o il violino. Il suo cibo preferito sono le patate dolci, anche se si vergogna ad ammetterlo perché le fanno fare le puzzette. Un'altra sua grande passione è rappresentata dagli animali: possiede un canarino e un cane, rispettivamente Pico e Pero.
Ha un particolare legame con Nobita: i due si sono conosciuti fin da piccoli e Shizuka lo considera il suo migliore amico (e ne è segretamente innamorata). È sempre pronta ad aiutarlo o confortarlo, sia nello studio che nei momenti in cui è in difficoltà. Ci sono però delle volte in cui si arrabbia con lui, ad esempio quando la spia mentre fa il bagno, quando le alza la gonna, quando la offende involontariamente o quando le fa degli scherzi utilizzando i chiusky di Doraemon. In questi casi, Shizuka gli dice a volte di non volerlo vedere più e gli dà anche una sberla, ma alla fine lo perdona sempre.
Numerose volte Nobita le propone di usare i chiusky di Doraemon, e anch'esso cerca di aiutarla nel caso lei abbia qualche problema. Alcune volte però è lei a non voler usare i chiusky,  facendo capire anche all'amico che non deve dipendere da essi.
Shizuka apprezza la compagnia anche di un altro ragazzo, Dekisugi Hidetoshi, nei confronti del quale Nobita ha sviluppato una fortissima gelosia. Talvolta viene corteggiata anche da Suneo Honekawa, che si mostra bello a suoi occhi principalmente per far ingelosire Nobita. In queste occasioni, Shizuka accetta con educazione le sue attenzioni ma, quando questo esagera o si comporta male con Nobita, lo respinge.
In futuro Shizuka sposerà Nobita e avrà con lui un figlio, Nobisuke. 
Nonostante il suo carattere altruista e gentile, la ragazza si dimostra in alcune occasioni piuttosto permalosa.